# آربون (اوته-گارون)
آربون (به فرانسوی: Arbon) یک کمون در فرانسه است که در اوت-گارون واقع شده‌است. آربون ۴٫۴۷ کیلومتر مربع مساحت دارد ۵۸۰ متر بالاتر از سطح دریا واقع شده‌است.